# Rod Mapstone
Rod Mapstone, född 19 november 1969, är en friidrottare från Australien. Han deltog vid olympiska sommarspelen 1996.